# Митинское (Ярославская область)
Митинское — деревня Николо-Эдомского сельского округа Артемьевского сельского поселения Тутаевского района Ярославской области .
Митинское стоит к югу от федеральной трассы Р151 Ярославль—Рыбинск и расположенной на ней деревне Рождественное. Деревня стоит на правом, южном сколоне оврага, в котором протекает безымянный левый приток реки Эдома. Рождественское стоит несколько ниже по течению этого ручья между противоположным северным склоном оврага и федеральной трассой. От Митинского дороги местного значения ведут на юг к деревне Столбищи, населённому пункту с развитой инфраструктурой, центру крупного сельскозяйственного предприятия .
Деревня Митинская указана на плане Генерального межевания Борисоглебского уезда 1792 года. В 1825 Борисоглебский уезд был объединён с Романовским уездом. По сведениям 1859 года деревня относилась к Романово-Борисоглебскому уезду .
На 1 января 2007 года в деревне Митинское числилось 6 постоянных жителей . По карте 1975 г. в деревне жило 17 человек. Почтовое отделение, находящееся в деревне Столбищи, обслуживает в деревне Митинское 20 домов .